# Superliga Femenina de Voleibol
Superliga Femenina de Voleibol (även kallad Liga Iberdrola de Voleibol av sponsorskäl) är den högsta ligan i det spanska seriesystemet i volleyboll för damer. Ligan har tolv lag och administreras av Real Federación Española de Voleibol (RFEVB). Fram till och med säsongen 2007-2008 kallades serien División de Honor och hade 14 lag. Nedflyttning sker till den näst högsta serien Superliga 2 Femenina de Voleibol de España.
Serien använder den numera vanliga poängfördelningen att vinnaren får 3 poäng och förloraren 0 poäng om matchen sluter 3-0 eller 3-1 i set, medan vinnaren får 2 poäng och förloraren 1 poäng om matchen slutar 3-2. I serien möter alla lag varandra två gånger. De fyra främsta lagen går vidare till ett mindre cupspel med semifinal och final, samtliga i bäst av fem matcher.

## Upplagor
| Upplaga                   | Podium                             | Podium                             | Podium                                     |
| Upplaga                   | Guld                               | Silver                             | Brons                                      |
| ------------------------- | ---------------------------------- | ---------------------------------- | ------------------------------------------ |
| 1969/1970 mer information | Club Medina de Barcelona           | Club Medina de Madrid              | AD Medina de Gijón                         |
| 1970/1971 mer information | Club Medina de Madrid              | Club Medina de Barcelona           | AD Medina de Gijón                         |
| 1971/1972 mer information | AD Medina de Gijón                 | Club Medina de Madrid              | Club Medina de Barcelona                   |
| 1972/1973 mer information | Club Medina de Madrid              | Club Medina de Barcelona           | Club Medina de Vigo                        |
| 1973/1974 mer information | Club Medina de Barcelona           | Club Medina de Madrid              | AD Medina de Gijón                         |
| 1974/1975 mer information | Club Medina de Barcelona           | Club Medina de Vigo                | Club Medina de Madrid                      |
| 1975/1976 mer information | AD Medina de Gijón                 | Club Medina de Barcelona           | CV Torrelavega                             |
| 1976/1977 mer information | Club Medina de Madrid              | CV Torrelavega                     | AD Medina de Gijón                         |
| 1977/1978 mer information | AD Medina de Gijón                 | RCD Espanyol                       | CV Torrelavega                             |
| 1978/1979 mer information | CV Torrelavega                     | CV Sant Cugat                      | RCD Espanyol                               |
| 1979/1980 mer information | RCD Espanyol                       | CV Torrelavega                     | Académico Universitario de Sevilla         |
| 1980/1981 mer information | Académico Universitario de Sevilla | RCD Espanyol                       | CV Sant Cugat                              |
| 1981/1982 mer information | RCD Espanyol                       | Académico Universitario de Sevilla | CE Hispano Francès                         |
| 1982/1983 mer information | CD Arquitectura                    | RCD Espanyol                       | CE Hispano Francès                         |
| 1983/1984 mer information | CD Arquitectura                    | CE Hispano Francès                 | RCD Espanyol                               |
| 1984/1985 mer information | RCD Espanyol                       | CD Arquitectura                    | CV Las Palmas                              |
| 1985/1986 mer information | CV Xàtiva                          | RCD Espanyol                       | CV Santa Coloma                            |
| 1986/1987 mer information | CV Xàtiva                          | RCD Espanyol                       | CV Santa Coloma                            |
| 1987/1988 mer information | RCD Espanyol                       | CV Xàtiva                          | CV Alcorcón                                |
| 1988/1989 mer information | CV Alcorcón                        | CV Xàtiva                          | RCD Espanyol                               |
| 1989/1990 mer information | CV Xàtiva                          | CV Alcorcón                        | CV Tenerife                                |
| 1990/1991 mer information | RCD Espanyol                       | CD Amanecer                        | CV Tenerife                                |
| 1991/1992 mer information | CV Tenerife                        | RCD Espanyol                       | CV Portuense                               |
| 1992/1993 mer information | Voley Murcia                       | CD Amanecer                        | CV Alcorcón                                |
| 1993/1994 mer information | Voley Murcia                       | CV Alcorcón                        | CV Tenerife                                |
| 1994/1995 mer information | Voley Murcia                       | CV Albacete                        | CD Ávila Vóley                             |
| 1995/1996 mer information | CV Albacete                        | CV Tenerife                        | CD Ávila Vóley                             |
| 1996/1997 mer information | CV Tenerife                        | CV Albacete                        | CDU Granada                                |
| 1997/1998 mer information | CV Tenerife                        | CDU Granada                        | CD Ávila Vóley                             |
| 1998/1999 mer information | CV Tenerife                        | CV Benidorm                        | CDU Granada                                |
| 1999/2000 mer information | CV Tenerife                        | Voley Murcia                       | CDU Granada                                |
| 2000/2001 mer information | CV Tenerife                        | CDU Granada                        | CV Diego Porcelos                          |
| 2001/2002 mer information | CV Tenerife                        | CV Las Palmas                      | CD Ávila Vóley                             |
| 2002/2003 mer information | CV Las Palmas                      | CV Tenerife                        | CV Diego Porcelos                          |
| 2003/2004 mer information | CV Tenerife                        | CV Las Palmas                      | CD Ávila Vóley                             |
| 2004/2005 mer information | CV Tenerife                        | CV Las Palmas                      | CV Albacete                                |
| 2005/2006 mer information | CV Tenerife                        | CV Las Palmas                      | CAV Murcia 2005                            |
| 2006/2007 mer information | CAV Murcia 2005                    | CV Tenerife                        | CV Albacete                                |
| 2007/2008 mer information | CAV Murcia 2005                    | Club 15-15                         | CV Tenerife                                |
| 2008/2009 mer information | CAV Murcia 2005                    | Club 15-15                         | CV Ciutadella                              |
| 2009/2010 mer information | CV Aguere                          | CV Ciutadella                      | CV Diego Porcelos                          |
| 2010/2011 mer information | CV Ciutadella                      | CAV Murcia 2005                    | CV Aguere                                  |
| 2011/2012 mer information | CV Ciutadella                      | CV Logroño                         | CV Haro                                    |
| 2012/2013 mer information | CV Haro                            | CV Logroño                         | Voley Murcia                               |
| 2013/2014 mer information | CV Logroño                         | CD Iruña                           | CV Barcelona                               |
| 2014/2015 mer information | CV Logroño                         | CD Iruña                           | CV Aguere                                  |
| 2015/2016 mer information | CV Logroño                         | CV Haris                           | CV Haro                                    |
| 2016/2017 mer information | CV Logroño                         | CV Haris                           | CV Alcobendas och CV Aguere                |
| 2017/2018 mer information | CV Logroño                         | CV Haris                           | Tenerife Sur Voleibol                      |
| 2018/2019 mer information | CV Logroño                         | CV Barcelona                       | CV Alcobendas                              |
| 2019/2020 mer information |                                    |                                    |                                            |
| 2020/2021 mer information | CV JAV Olímpico                    | CV Alcobendas                      | CV Ciutadella och CV Haris                 |
| 2021/2022 mer information | CV Haris                           | CV JAV Olímpico                    | CV Ciutadella och CV Kiele                 |
| 2022/2023 mer information | CV JAV Olímpico                    | CV Haris                           | CAV Esquimo Dos Hermanas och CV Ciutadella |
| 2023/2024 mer information | CV JAV Olímpico                    | CAV Esquimo Dos Hermanas           | CV Haris                                   |
| 2024/2025 mer information | CD Heidelberg                      | CV Ciutadella                      | CV Haro och CV JAV Olímpico                |

## Medaljörer
| Pos. | Lag                                | Guld | Silver | Brons |
| ---- | ---------------------------------- | ---- | ------ | ----- |
| 1    | CV Tenerife                        | 10   | 3      | 4     |
| 2    | CV Logroño                         | 6    | 2      | -     |
| 3    | RCD Espanyol                       | 5    | 6      | 3     |
| 4    | Club Medina de Barcelona           | 3    | 3      | 1     |
|      | Club Medina de Madrid              | 3    | 3      | 1     |
| 6    | CV Xàtiva                          | 3    | 2      | -     |
| 7    | CAV Murcia 2005                    | 3    | 1      | 1     |
|      | CV JAV Olímpico                    | 3    | 1      | 1     |
|      | Voley Murcia                       | 3    | 1      | 1     |
| 10   | AD Medina de Gijón                 | 3    | -      | 4     |
| 11   | CV Ciutadella                      | 2    | 2      | 4     |
| 12   | CD Arquitectura                    | 2    | 1      | -     |
| 13   | CV Haris                           | 1    | 4      | 2     |
| 14   | CV Las Palmas                      | 1    | 4      | 1     |
| 15   | CV Albacete                        | 1    | 2      | 2     |
|      | CV Alcorcón                        | 1    | 2      | 2     |
|      | CV Torrelavega                     | 1    | 2      | 2     |
| 18   | Académico Universitario de Sevilla | 1    | 1      | 1     |
| 19   | CV Aguere                          | 1    | -      | 3     |
|      | CV Haro                            | 1    | -      | 3     |
| 21   | CD Heidelberg                      | 1    | -      | -     |
| 22   | CDU Granada                        | -    | 2      | 3     |
| 23   | CD Amanecer                        | -    | 2      | -     |
|      | CD Iruña                           | -    | 2      | -     |
|      | Club 15-15                         | -    | 2      | -     |
| 26   | CE Hispano Francès                 | -    | 1      | 2     |
|      | CV Alcobendas                      | -    | 1      | 2     |
| 28   | CAV Esquimo Dos Hermanas           | -    | 1      | 1     |
|      | CV Barcelona                       | -    | 1      | 1     |
|      | CV Sant Cugat                      | -    | 1      | 1     |
|      | Club Medina de Vigo                | -    | 1      | 1     |
| 32   | CV Benidorm                        | -    | 1      | -     |
| 33   | CD Ávila Vóley                     | -    | -      | 5     |
| 34   | CV Diego Porcelos                  | -    | -      | 3     |
| 35   | CV Santa Coloma                    | -    | -      | 2     |
| 36   | CV Kiele                           | -    | -      | 1     |
|      | CV Portuense                       | -    | -      | 1     |
|      | Tenerife Sur Voleibol              | -    | -      | 1     |